# Université Oumm al-Qura
L'université Oumm Al-Qura ou Umm Al-Qura University ou Jâma`at Oumm ul-Qourâ (arabe : جامعة أم القرى, La mère des villages) est une université publique située à La Mecque, en Arabie saoudite. Ce fut à la base une faculté créée en 1949 dans le but d'enseigner la loi islamique (charia) avant que d'autres facultés y furent rattachées et le tout d'être baptisé Oumm Al-Qura par un décret royal en 1981. L'université comporte maintenant 35 facultés, 5001 professeurs et 100 000 étudiants.
Oumm Al-Qura est principalement une université islamique et permet d'obtenir différents diplômes dans la jurisprudence islamique (fiqh), l'interprétation du Coran (tafsir), l'étude des hadith, la langue arabe ainsi que d'autres. Il est également possible d'y étudier d'autres domaines comme la médecine ou d'autres sciences appliquées, à l'instar de l'université du roi Saoud ibn Abdelaziz pour les sciences de la santé (en) qui elle, n'a pas pour vocation d'enseigner les différents domaines de l'islam.

## Facultés
- College of Applied Sciences
- College of Applied medical Science
- College of Arabic Language
- College of Community Service and Continuing Education
- College of Computers
- College of Da’wa and Usul-ud-Din
- College of Education (in Makkah)
- College of Education for Girls at Al-Qunfudah
- College of Education for Girls in Al Leith
- College of Education for Girls - Literature Sections
- College of Education for Girls - Domestic Economy
- College of Education for the Preparation of Female Teachers
- College of Engineering and Islamic Architecture
- College of Medicine
- College of Pharmacy
- College of Teacher Preparation in Al-Qunfudah
- College of Teacher Preparation in Makkah
- College of Shari`ah and Islamic Studies
- College of Social Sciences
- Faculty of Dentistry
- Institute of Scientific Research and Revival of Islamic Heritage
- Institute of Arabic Language for Non-Native Speakers